# アーリー・イヤーズ〜シングル・コンピレーション+
『緑魔子 アーリー・イヤーズ〜シングル・コンピレーション+』（みどりまこ - プラス）は、緑魔子のベスト・アルバム。2004年11月21日発売。発売元は東芝EMI、販売はBRIDGE。規格品番：BRIDGE-025。

## 解説
緑魔子のシングル盤全曲にサウンド・トラック、ドラマ主題歌の音源を網羅したベスト・アルバム。
1967年から1970年までに東芝から発表した7インチシングル盤両面10曲に、キャニオン CİNE DISCから発表したシングル『やさしいにっぽん人』よりサウンド・トラックと共に2トラック、1967年のTBSテレビドラマ『マコ!愛してるゥ』の主題歌『ウーン愛してる』を加えた計13曲を収録。6作品は初CD化。
全シングルのA・B面曲と共にドラマ主題歌を加えた緑魔子の全レコード歌唱音源・完全網羅盤となっている。
付属のブックレットには「歌手・緑魔子について」「緑魔子プロフィール」及び全レコードジャケットがカラーで掲載されている。

## 収録曲
| #         | タイトル                      | 作詞                   | 作曲                   | 編曲                   | 時間  |
| --------- | ----------------------------- | ---------------------- | ---------------------- | ---------------------- | ----- |
| 1.        | 「女泣かせの雨」              | 平田淳                 | 鈴木淳                 | 安形和巳               | 2:48  |
| 2.        | 「おえつ」                    | 丹古晴己               | 鈴木淳                 | 安形和巳               | 3:28  |
| 3.        | 「女はかなしい」              | 丹古晴己               | 吉川実                 | 安形和巳               | 3:20  |
| 4.        | 「一人ぼっちの泪」            | 平田淳                 | 東京之助               | 大西修                 | 2:47  |
| 5.        | 「あなたひとり」              | 丹古晴己               | 進藤昇                 | 安形和巳               | 3:30  |
| 6.        | 「いつわりの恋」              | 志賀大介               | 鈴木淳                 | 大西修                 | 3:17  |
| 7.        | 「愛されたいの」              | 平田淳                 | 東京之助               | 小谷充                 | 2:52  |
| 8.        | 「信じていいの」              | ジョーヤ増渕           | ジョーヤ増渕           | 小谷充                 | 2:52  |
| 9.        | 「酔いどれ船」                | 寺山修司               | 田辺信一               | 田辺信一               | 2:44  |
| 10.       | 「引越し」                    | 寺山修司               | 田辺信一               | 田辺信一               | 2:48  |
| 11.       | 「やさしいにっぽん人（OST）」 | （サウンド・トラック） | （サウンド・トラック） | （サウンド・トラック） | 4:13  |
| 12.       | 「やさしいにっぽん人」        | 東陽一                 | 海老沼裕・田山雅光     | 海老沼裕・田山雅光     | 3:20  |
| 13.       | 「ウーン愛してる」            | 長沢ロー               | シナ・トラオ           | 大沢保郎               | 1:11  |
| 合計時間: | 合計時間:                     | 合計時間:              | 合計時間:              | 合計時間:              | 40:01 |

## 特記事項
- トラック11 - 13まではモノラル録音である。
- トラック13は、緑魔子と共にバーブ佐竹、ロイヤル・ナイツが歌唱している。
- 2006年12月14日に、東芝が保有する東芝EMI全株式を2007年度上期中に210億円でEMIグループに売却すると発表。これに伴い、東芝EMIは東芝グループから離脱し、東芝は音楽事業から撤退。そして2007年6月30日、社名を「東芝EMI株式会社」から「株式会社EMIミュージック・ジャパン」へ変更。本作はCDレーベル面に『Toshiba』のロゴがデザインされていたためそのまま継続して使用・プレスすることが出来ず、好評であった[4]にも関らず二年間ほどで事実上廃盤となった。それゆえ中古CD市場では（保存状態にもよるが）価格が高騰する傾向にあったが2024年10月16日に20年振りとなる再発盤がリリースされた[5][6][7][8]。

## クレジット
- SINGER：緑魔子
- 企画制作：株式会社ブリッジ
- Re-ISSUE PRODUCER & DIRECTOR：藍渕邪子
- Re-ISSUE COORDINATOR：金野篤（BRIDGE）
- Re-ISSUE DESIGNER：松永直美

- 音源制作：東芝EMI
- Re-ISSUE COORDINATOR & EXECUTIVE PRODUCER：河田爲雄（TOSHIBA-EMI）
- Re-MASTERING ENGINEER：藤枝俊量（TOSHIBA-EMI）
- Re-MASTERING DATE：28. SEP. 2004
- Re-MASTERING STUDIO：TOSHIBA-EMI STUDIO TERRA ROOM No.MR-2

- SPECIAL THANKS TO

第七企画
株式会社ポニーキャニオン
株式会社東映
株式会社バーブ音楽出版
たかはしよう
臼井隆（PLAYGIRL-OFFICE）
土龍団（ジャケット提供）